# Waisake Sabutu
Waisake Sabutu (20 januari 1980) is een voormalige Fijisch voetballer die bij voorkeur als aanvaller speelt.   
Op 30 juni 2003 in de thuiswedstrijd tegen Vanuatu maakte Sabutu zijn debuut voor Fiji voetbalelftal. Hij kwam in 68e minuut als invaller voor Malakai Kainihewe, de wedstrijd werd gelijk gespeeld met 0-0. Hij heeft 9 wedstrijden gespeeld en 3 doelpunten gescoord voor zijn nationale ploeg. Hij maakte deel uit van de selectie voor het voetbaltoernooi op Oceanisch kampioenschap in 2004.
Sabutu beëindigde zijn voetbalcarrière in 2017.